# Laurent Joubert

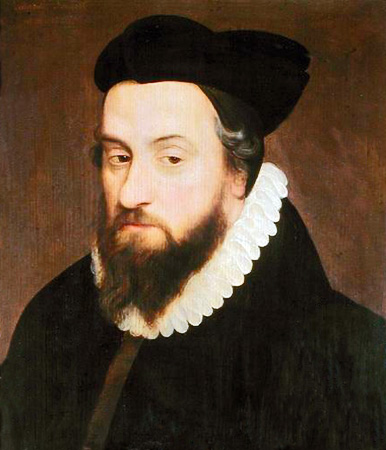
Laurent Joubert (Porträt eines unbekannten Künstlers, heute im Musée d'Histoire de la Medecine, Paris)

Laurent Joubert, latinisiert Laurentius Joubertus (* 16. Dezember 1529 in Valence, Dauphiné, heute Drôme; † 21. Oktober 1582 in Lombez) war ein französischer Mediziner, Chirurg und Kanzler der berühmten Medizinischen Fakultät der Universität von Montpellier.
Joubert wurde 1558 in Montpellier promoviert und lehrte anschließend Anatomie. 1566 wurde er in der Nachfolge von Guillaume Rondelet (1507–1566) zum Professeur berufen. Seit 1579 war er einer der Ärzte des Königs. Nach seinem Tod übernahm 1583 der aus Tarascon stammende André du Laurens (1558–1609) als Jouberts Nachfolger den Lehrstuhl für Medizin in Montpellier.
Er ist Autor einer Abhandlung über das Lachen (Traité du ris, 1579), Verfasser eines Werkes über populäre Irrtümer in Medizin und Gesundheitswesen (Erreurs populaires et propos vulgaires touchant la medecine et le regime de sante, 1578) und einer Pharmakopöe (La Pharmacopée, 1588). In Lyon wurde 1585 seine Bearbeitung der „Großen Chirurgie“ des Guy de Chauliac herausgegeben.